# Juvigny-sur-Seulles
Juvigny-sur-Seulles ist eine französische Gemeinde mit 83 Einwohnern (Stand: 1. Januar 2022) im Département Calvados in der Region Normandie. Sie gehört zum Arrondissement Bayeux und zum Kanton Thue et Mue. Die Einwohner werden als Juvignais bezeichnet.

## Geografie
Juvigny-sur-Seulles liegt rund 16 Kilometer südsüdöstlich von Bayeux und 18 Kilometer westlich von Caen. Umgeben wird die Gemeinde von Tilly-sur-Seulles im Nordwesten, Fontenay-le-Pesnel im Nordosten, Tessel im Osten, Vendes im Süden, Saint-Vaast-sur-Seulles im Südwesten sowie Hottot-les-Bagues in westlicher Richtung.

## Bevölkerungsentwicklung
| Jahr                             | 1793 | 1841 | 1876 | 1926 | 1946 | 1968 | 1990 | 2008 | 2016 |
| Einwohner                        | 119  | 120  | 97   | 57   | 65   | 61   | 51   | 66   | 85   |
| Quelle: Cassini, EHESS und INSEE |      |      |      |      |      |      |      |      |      |

## Sehenswürdigkeiten
- Kirche Saint-Clément
- Schloss aus dem 18. Jahrhundert, seit 1930 Monument historique[2]
- Steinbrücke über die Seulles aus dem 15. Jahrhundert, die Juvigny-sur-Seulles mit der Nachbargemeinde Tilly-sur-Seulles verbindet; seit 2006 Monument historique[3]

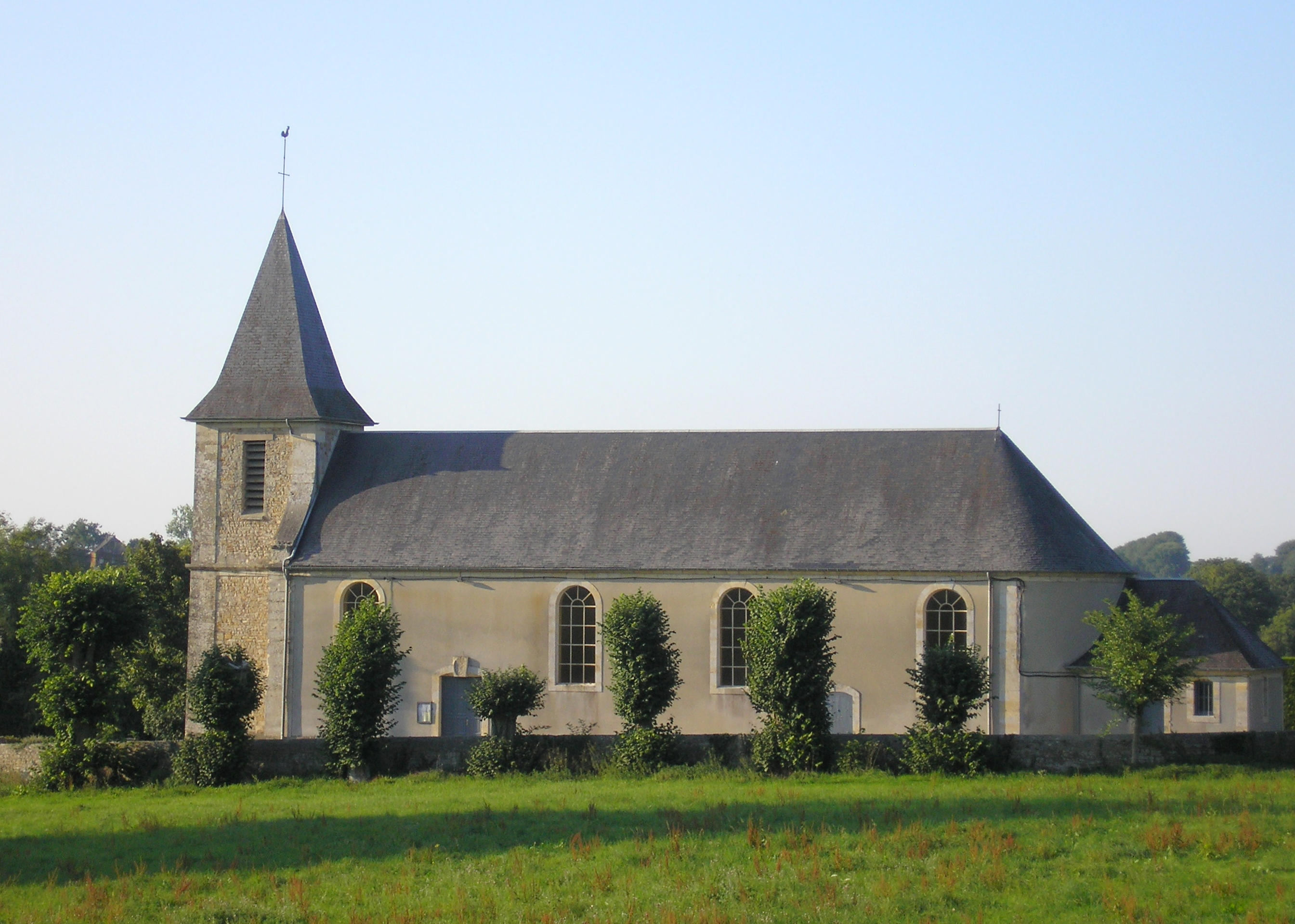
Kirche Saint-Clément
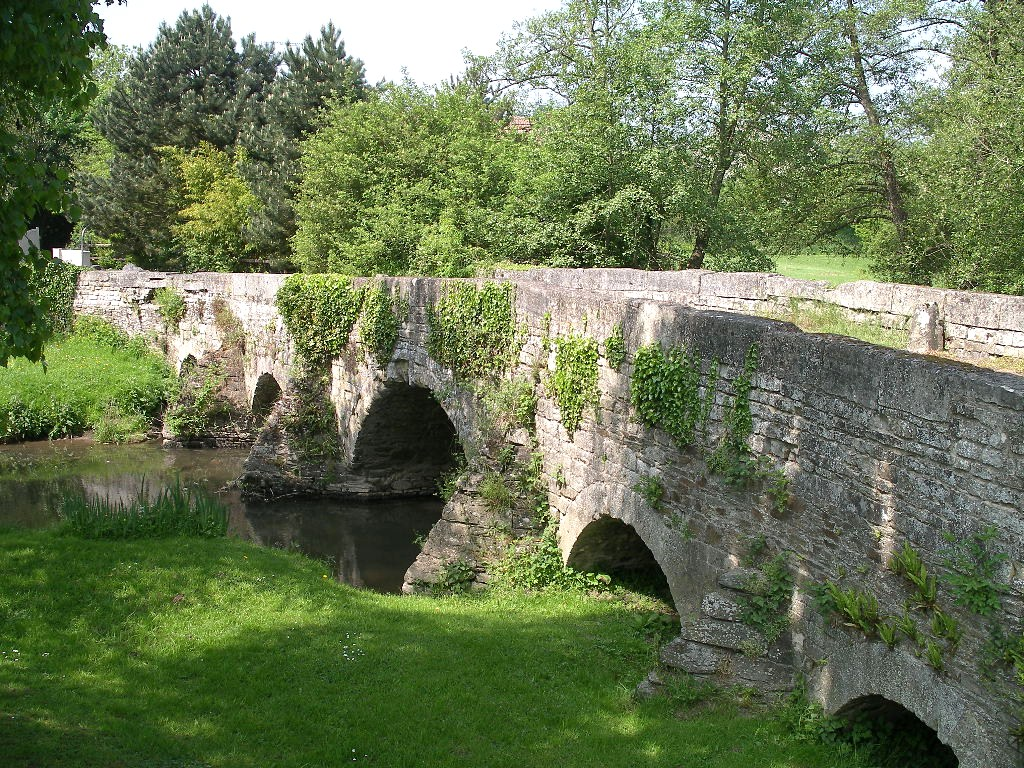
Die Steinbrücke